# Престонвілл (Кентуккі)
Престонвілл (англ. Prestonville) — місто (англ. city) в США, в окрузі Керролл штату Кентуккі. Населення — 171 особа (2020).

## Географія
Престонвілл розташований за координатами 38°40′50″ пн. ш. 85°11′31″ зх. д. / 38.68056° пн. ш. 85.19194° зх. д. (38.680610, -85.192064).  За даними Бюро перепису населення США в 2010 році місто мало площу 0,58 км², з яких 0,57 км² — суходіл та 0,00 км² — водойми.

## Демографія
Згідно з переписом 2010 року, у місті мешкала 161 особа в 58 домогосподарствах у складі 41 родини. Густота населення становила 280 осіб/км².  Було 68 помешкань (118/км²).
Расовий склад населення:
| - 93,8 % — білих - 0,6 % — чорних або афроамериканців - 1,9 % — осіб інших рас |

До двох чи більше рас належало 3,7 %. Частка іспаномовних становила 8,1 % від усіх жителів.
За віковим діапазоном населення розподілялося таким чином: 29,2 % — особи молодші 18 років, 62,1 % — особи у віці 18—64 років, 8,7 % — особи у віці 65 років та старші. Медіана віку мешканця становила 33,8 року. На 100 осіб жіночої статі у місті припадало 101,2 чоловіків;  на 100 жінок у віці від 18 років та старших — 83,9 чоловіків також старших 18 років.
За межею бідності перебувало 26,7 % осіб, у тому числі 75,0 % дітей у віці до 18 років та 0,0 % осіб у віці 65 років та старших.
Цивільне працевлаштоване населення становило 35 осіб. Основні галузі зайнятості: виробництво — 25,7 %, освіта, охорона здоров'я та соціальна допомога — 20,0 %, мистецтво, розваги та відпочинок — 17,1 %, транспорт — 14,3 %.